# Adam Brooks (Regisseur)

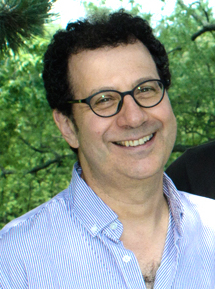
Adam Brooks (2012)

Adam Brooks (* 3. September 1956 in Toronto, Ontario) ist ein kanadischer Drehbuchautor und Filmregisseur.

## Leben
Sein Debüt als Regisseur und Drehbuchautor gab Adam Brooks 1984 mit dem Film Nichts wie weg. Auf dem Sundance Film Festival erhielt er für diese Arbeit den Special Jury Prize. Vier Jahre später inszenierte er mit Rotkäppchen eine Neuinterpretation des Märchens der Brüder Grimm. Es folgten einige Arbeiten für das Fernsehen, zudem verfasste er die Drehbücher zu Filmen wie French Kiss und Zauberhafte Schwestern. 2001 drehte er mit The Invisible Circus seinen dritten Film, für den er auch das Drehbuch verfasste.
Für den 1998 erschienenen Film Menschenkind war er 1999 für den Golden Satellite Award nominiert.
Brooks führte die Regie des Pilots der Bravo-Serie Girlfriends’ Guide to Divorce. Für die Amazon-Serie Mozart in the Jungle ist er als Produzent, Drehbuchautor und Regisseur tätig. Von 2017 bis 2018 wurde die Bravo-Serie Imposters ausgestrahlt, die er gemeinsam mit Paul Adelstein entwickelte. Für diese Serie schrieb er Drehbücher und führte er Regie.
Brooks lebt in New York und ist außerplanmäßiger Professor der Columbia University. Er war dreimaliges Ratsmitglied der Writers Guild of America East und ist derzeit im Vorstand der Writer Guild of America East Foundation.

## Filmografie

### Regie
- 1984: Nichts wie weg (Almost You)
- 1989: Rotkäppchen (Red Riding Hood)
- 2001: The Invisible Circus
- 2008: Vielleicht, vielleicht auch nicht (Definitely, Maybe)
- 2014–2015: Mozart in the Jungle (Fernsehserie, 3 Episoden)
- 2015: Girlfriends’ Guide to Divorce (Fernsehserie, 2 Episoden)
- 2017–2018: Imposters (Fernsehserie, 9 Episoden)
- 2025: Morgen kommt ein neuer Himmel (The Life List)

### Drehbuch
- 1984: Nichts wie weg (Almost You)
- 1995: French Kiss
- 1996: Duke of Groove (Kurzfilm)
- 1998: Menschenkind (Beloved)
- 1998: Zauberhafte Schwestern (Practical Magic)
- 2001: Deadly Shadows
- 2004: Wimbledon – Spiel, Satz und … Liebe (Wimbledon)
- 2004: Bridget Jones – Am Rande des Wahnsinns (Bridget Jones – The Edge of Reason)
- 2008: Vielleicht, vielleicht auch nicht (Definitely, Maybe)
- 2014–2015: Mozart in the Jungle (Fernsehserie, 3 Episoden)
- 2017–2018: Imposters (Fernsehserie, 6 Episoden)
- 2018: Alte Zöpfe (Nappily Ever After)
- 2022: Partner Track (Fernsehserie, 2 Episoden)
- 2025: Morgen kommt ein neuer Himmel (The Life List)